# Henry Bullock
Henry Bullock († 1526) war ein englischer Renaissance-Humanist und katholischer Priester, sowie ein Freund von Erasmus von Rotterdam.
Bullock stammte aus der Diözese von Lichfield und Coventry und erhielt seine akademische Ausbildung an der University of Cambridge. 1524 bis 1525 war er Vize-Kanzler der Universität.
Von Bullock sind u. a. überliefert:
- Oratio habita Ca[n]tabrigiæ, in frequentissimo cetu, præsentibus Cæsaris oratoribus, & nonnullis alijs episcopis. Februar 1521, gedruckt bei John Siberch[3]
- Lukian: Lepidissimum Luciani opusculu[m] peri dypsádōn / Henrico Bulloco interprete; oratio eiusdem, cum annotatio[n]i bus marginalibus, 1521 – gedruckt bei John Siberch[4]